# Подберёзовик пепельно-серый
Подберёзовик пе́пельно-се́рый (лат. Leccinum leucophaeum) — гриб рода обабок (Leccinum) семейства болетовые (Boletaceae). Съедобен, на вкус считается посредственным. 
Научные синонимы:
- Boletus fuscoalbus Sowerby 1809 basionym
- Leccinum fuscoalbum (Sowerby) Lannoy & Estadès 1994
- Krombholziella aurantiaca subsp. leucophaea (Pers.) Maire 1937
- Boletus leucophaeus Pers. 1825
- Trachypus leucophaeus (Pers.) J. Favre 1948

## Описание
Шляпка выпуклая или подушковидная. Кожица светло-коричневая, с возрастом становится более тёмной, поверхность гладкая.
Мякоть белая, на срезе розовеет, в основании ножки приобретает зеленовато-синий оттенок.
Трубчатый слой белый, с возрастом слегка темнеет, до светло-серого.
Ножка удлинённая и тонкая, беловатая, с более тёмными рыхлыми чешуйками.
Споровый порошок охристо-коричневый.

## Экологияи распространение
Образует микоризу с берёзой.
Сезон: осень.

## Сходные виды
Съедобные:
- Другие подберёзовики

Несъедобные:
- Жёлчный гриб (Tylopilus felleus)